# Henri Drieux
Compléments
 chevalier de la Légion d'honneur
Henri, Aimé, Désiré Drieux est un vétérinaire français né à Bernay (Eure) le 29 août 1908 et mort à Saint-Denis (Seine-Saint-Denis) le 3 novembre 1982 qui fut professeur de l’enseignement d’anatomie pathologique et inspection des viandes à l’École nationale vétérinaire de Lyon et, à partir de 1940, à l’École nationale vétérinaire d’Alfort, jusqu’à sa retraite en 1977.

## Biographie
Henri Drieux est né en 1908, d’une ancienne et illustre famille flamande dont les noms sont gravés sur le monument Drieux dans le cimetière de Volckerinckhove (Nord) parmi lesquels on cite Michel Drieux, dit Michael Driutius, (1518 ou 1519-1594) docteur en droit, doyen de l'église collégiale Saint-Pierre et fondateur du collège Driutius à Louvain et  Rémi Drieux, dit Remigius Driutius (vers 1495-1559), évêque de Bruges.
Lauréat à 17 ans du concours des bacheliers de l’académie de Lille, il est reçu, la même année, deuxième au concours d’entrée des Écoles nationales vétérinaires. À 21 ans, il est diplômé de l’École nationale vétérinaire d’Alfort, deuxième de sa promotion. Après son service militaire à Saumur et au Maroc, à 23 ans, il est reçu au concours des vétérinaires sanitaires de la ville de Paris. Tout en exerçant ses fonctions de vétérinaire sanitaire de la ville de Paris, il accumule les diplômes de spécialisation (microbiologie à l’Institut Pasteur de Paris, études supérieures du lait à l’Institut national agronomique, chimie générale et biologie générale à la Sorbonne, histologie et anatomie pathologique à la Faculté de médecine de Paris). En même temps, en collaborant avec le Professeur Peyron de l’Institut Pasteur, il  devient expert en embryologie et en cancérologie, disciplines essentielles pour son futur enseignement.
En 1939, il réussit brillamment le concours d’agrégation de l’enseignement de l’anatomie pathologique et inspection des viandes des Écoles nationales vétérinaires et, la même année, est nommé chef de service de la chaire d’anatomie pathologique et inspection des viandes de l’École nationale vétérinaire de Lyon. Après sa démobilisation pendant l’été 1940, il rejoint l’École d’Alfort où cette chaire est devenue vacante.
De 1940 à 1958, il dispense une formation en embryologie, histologie, anatomie pathologique et inspection des viandes. En 1958, après la séparation des enseignements de l’anatomie pathologique et de l’inspection des viandes, il se consacre au nouvel enseignement de l’hygiène et de l’industrie des denrées alimentaires devenues une activité essentielle de la profession vétérinaire tant dans les domaines administratif et réglementaire (santé publique vétérinaire) qu’économique, aux niveaux national et communautaire européen.
De 1958 à sa retraite en 1977, il contribua à construire cette discipline, à lui donner de solides bases scientifiques et à former des centaines de vétérinaires inspecteurs chargés de la protection de la santé publique.

## L’enseignant
Le professeur Drieux a marqué des générations d’étudiants par ses exceptionnelles qualités pédagogiques. Son ami, le vétérinaire Pierre Jore d’Arces, qui fut professeur de zootechnie à l'École nationale supérieure agronomique d'Alger, les traduisit en ces termes : « son esprit d’une extrême rigueur ne voulait rien laisser dans l’ombre et il savait éliminer de la somme de son savoir les détails superflus auxquels il refusait tout intérêt. Cela le conduisait à attacher à la clarté et à l’ordre de l’exposé une importance capitale… ».
Sa volonté de perfection dans ce domaine l’amenait à exiger le respect d’un protocole opératoire très strict et à ne pas tolérer l’amateurisme ou le laisser-aller, ce qui pouvait le conduire à de célèbres explosions de colère qui l'empourpraient, (il était pour cela surnommé affectueusement  « le Rouge »), aboutissant à l’expulsion de l’élève négligent !
Dans une profession largement dominée par l’exercice libéral, il suscita de nombreuses vocations de vétérinaires inspecteurs des viandes dont il assura bénévolement la préparation aux concours de recrutement de la fonction publique, pendant de nombreuses années, ce qui lui valut de leur part une reconnaissance fidèle pour son humanité et son désintéressement.

## Activités scientifiques et sociales
Le professeur Drieux a été membre de nombreuses sociétés savantes et académies, dont les membres l’ont souvent porté à la présidence : académie vétérinaire de France, société de pathologie comparée, société vétérinaire pratique, association vétérinaire d’hygiène alimentaire.
Il exerça de nombreuses années les fonctions de président de la commission scientifique vétérinaire de la Communauté économique européenne et celles de consultant de l‘OMS et de la FAO.
Il fut président de l’Ordre  des vétérinaires de la région parisienne et expert près le tribunal de commerce et près la Cour d’appel de Paris. Enfin, il participa aux actions de solidarité professionnelle en tant que membre puis vice-président de l’Association centrale des vétérinaires.
Dans le but de poursuivre sa mission d’enseignement avec les vétérinaires de terrain, il a été pendant plus de 20 ans rédacteur en chef du Recueil de Médecine vétérinaire d’Alfort. Il accepta en 1967, la charge de commissaire général pour la célébration du bicentenaire de l’École d’Alfort, qui fut une parfaite réussite  pour le rayonnement de l’institution.
Il exerça aussi son activité dans l’Association des amis de Karen pour les enfants handicapés et s’impliqua dans l’Œuvre d’assistance aux bêtes d’abattoir (OABA).

## Ouvrages et publications
Henri Drieux a publié plus de 300 notes, communications et articles scientifiques dans la presse professionnelle.
Il dirigea plus de 700 thèses de doctorat vétérinaire, en apportant un soin particulier à la correction du fond et de la forme, car il avait gardé de son maître, le Professeur Verge, un profond souci de la concision et de l’élégance du style).
Il est l'auteur ou le coauteur des ouvrages suivants :
- Caractéristiques alimentaires de la viande de boucherie, 1962[7].
- La viande et les sous-produits d'abattoir : (farines de viande et farines de sang), 1962[8].
- Anatomie pathologique de la rate, in E Joest : « Pathologische Anatomie der Haustiere », 1974[9].
- Résistance des virus dans les produits d’origine animale. 1 vol., 305 p., 1975[10].
- Aspects microbiologiques de l’hygiène des denrées alimentaires. O.M.S. Rapport 598. Genève 1976.

## Distinctions et hommages
Le professeur  Drieux était chevalier de la Légion d’Honneur, commandeur du Mérite Agricole, officier des Palmes Académiques.

### La Maison des Arts de Bagneux (Hauts-de-Seine)

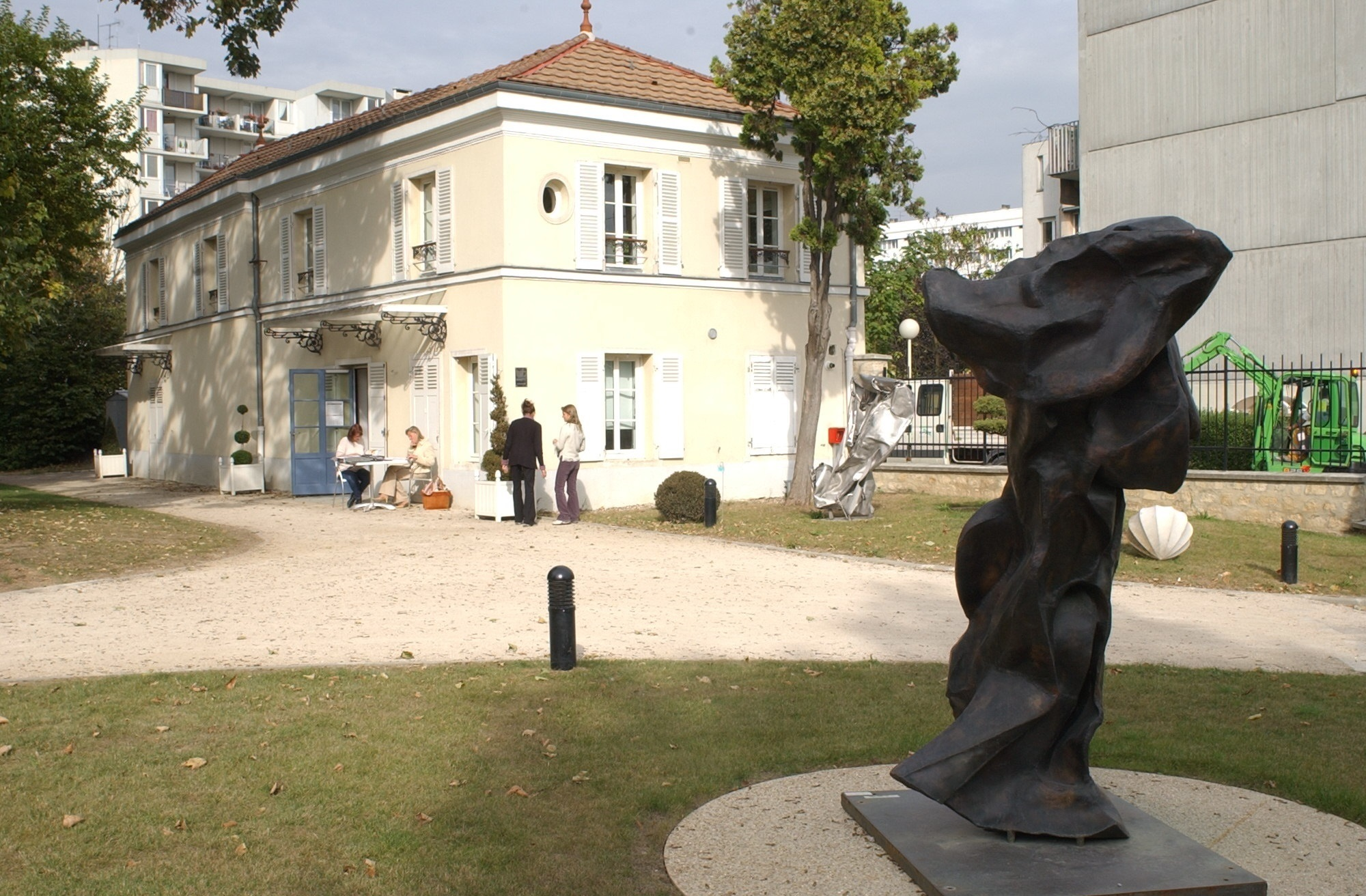
Maison des arts de Bagneux (Hauts-de-Seine).

La Maison des Arts de Bagneux est une demeure construite au début du XIXe siècle, dite la « Maison du vétérinaire ». Elle a été habitée par Henri Drieux et vendue en 1992 (et non donnée comme mentionné par erreur sur le site Internet de la ville) à la ville de Bagneux qui a réhabilité ce domaine en lieu culturel. Située dans un parc de 3 300 m², à 3 km de la porte d'Orléans, au cœur du centre historique de Bagneux et du parc Richelieu, « la Maison des arts s’inscrit dans le triangle culturel de la ville au même titre que la Médiathèque Louis-Aragon, la Maison de la Musique et de la danse et le service des Actions culturelles ».
On peut voir sur une de ses façades une plaque à son nom apposée par l'Œuvre d'assistance aux bêtes d'abattoir le 9 juin 2001.